# ガーデンシティ (カイロ)
ガーデン・シティ (英語: Garden City、アラビア語: جاردن سيتي) は、エジプトの首都カイロに属するナイル川東岸の裕福な地区。ナイル川とカイロ中心市街地 (Downtown Cairo, وسط القاهرة) の間に位置し、カスル・エル＝アイニ通り (Qasr al-Ayn Street, قصر العيني) に近いタハリール広場の南側にあたる。
ガーデン・シティは、街路がカーブを描いて伸びていることで知られている。これは、もともとイギリス人たちが、在エジプト英国大使館を囲むように周辺の道路を設計したことによっている。
地区内には、イギリス、アメリカ合衆国や、シリアなど各国の大使館があり、高級なホテルや住宅も多い。